# Happy Valley (Oregon)
Happy Valley is een plaats (city) in de Amerikaanse staat Oregon, en valt bestuurlijk gezien onder Clackamas County.

## Demografie
Bij de volkstelling in 2000 werd het aantal inwoners vastgesteld op 4519. In 2006 is het aantal inwoners door het United States Census Bureau geschat op 9945, een stijging van 5426 (120,1%).

## Geografie
Volgens het United States Census Bureau beslaat de plaats een oppervlakte van 7,0 km², geheel bestaande uit land.
Een deel van de plaats ligt op de berg Mount Scott.

## Plaatsen in de nabije omgeving
De onderstaande figuur toont nabijgelegen plaatsen in een straal van 8 km rond Happy Valley.